# Primado de Irlanda
Primado de Irlanda es un título poseído por el principal arzobispo de Irlanda, tanto de la Iglesia católica como de la Iglesia de Irlanda (Anglicana) 
Primado es un título honorífico dentro de la Iglesia que indica solamente una precedenca ceremonial. Durante la Edad Media esta primacía fue disputada entre el Arzobispo de Armagh y el Arzobispo de  Dublín. Desde 1353, por decisión del Papa Inocencio IV, el Arzobispo de Armagh fue conocido como Primado de Toda Irlanda (Primate of All Ireland) mientras que el Arzobispo de Dublín tuvo el título de Primado de Irlanda (Primate of Ireland).
Estos títulos, en la actualidad, son usados por los arzobispos de la Iglesia católica en Irlanda y por los de la Iglesia  de Irlanda (perteneciente a la Comunión anglicana).